# Супер-16

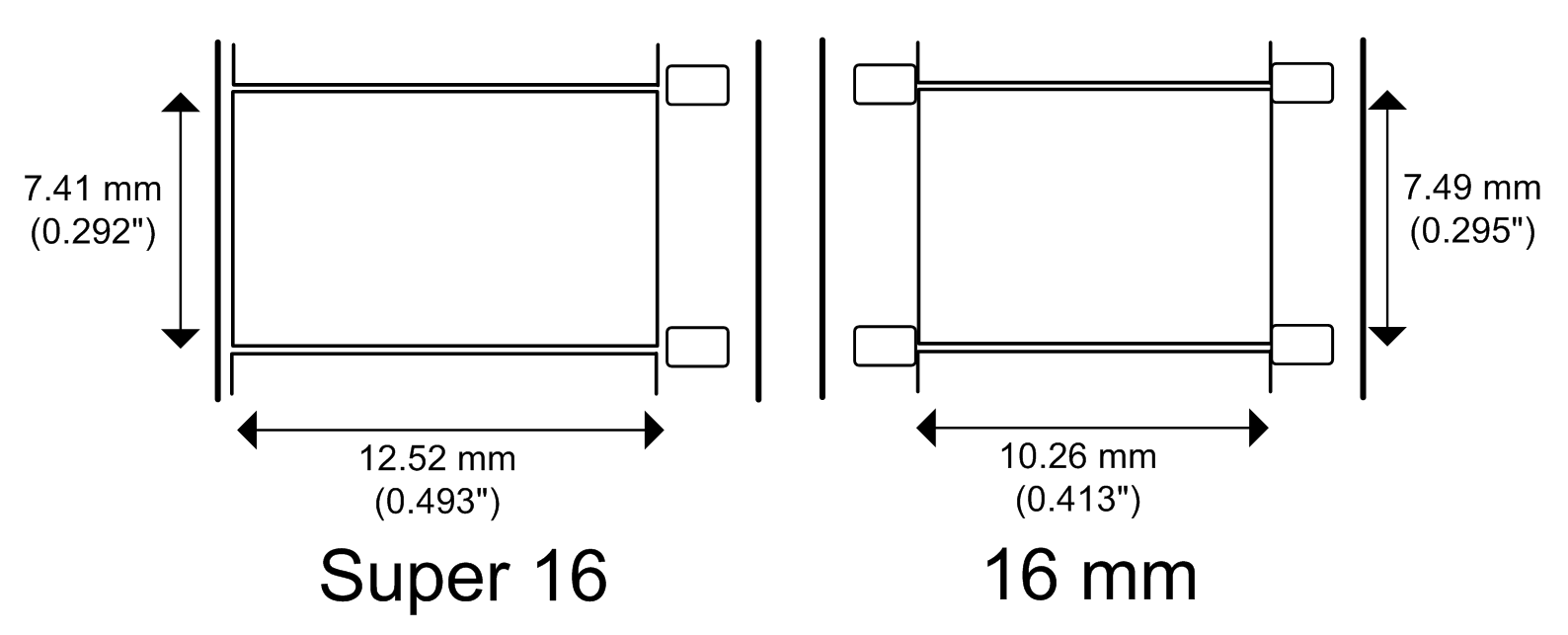
Размеры кадра на киноплёнке формата «Супер-16» и традиционного 16-мм

Су́пер-16 (англ. Super-16) — производственный кинематографический формат, предусматривающий использование всей полезной ширины 16-мм киноплёнки с односторонней перфорацией без резервирования пространства для совмещённой фонограммы. Предложен в 1969 году шведским кинооператором Руне Эриксоном. Первым фильмом, снятым в этом формате, стала картина 1970 года «Краснеющий Чарли» (англ. Blushing Charlie).

## Техническое описание
Традиционный 16-мм формат допускает использование киноплёнки как с односторонней, так и с двухсторонней перфорацией. При отсутствии второго ряда перфорации его место резервируется для оптической или магнитной фонограммы совмещённой фильмокопии. Формат «Супер-16» использует для изображения всё пространство между перфорацией и противоположным краем, занимая в том числе место, предназначавшееся до этого для фонограммы. В результате ширина кадра формата «Супер-16» составляет 12,52 мм вместо 10,05 мм у традиционного 16-мм формата. Это позволяет увеличить полезную площадь изображения на киноплёнке и получить соотношение сторон кадра 1,67:1 вместо традиционного 4:3. Такой кадр пригоден для оптической печати «увеличенных» кашетированных фильмокопий с европейским соотношением сторон 1,66:1. С развитием телевидения и цифровых технологий кинопроизводства Digital Intermediate обнаружилось, что кадр «Супер-16» практически без потерь вписывается в телеэкран 16:9 и может быть переведён в большинство прокатных форматов.

## Использование
Для съёмки в формате «Супер-16» могут использоваться киносъёмочные аппараты, разработанные для традиционного формата 16-мм с увеличенным кадровым окном и измененным видоискателем, поскольку все кинокамеры формата 16-мм используют односторонний грейфер и зубчатые барабаны с односторонними венцами, рассчитанными на киноплёнку с односторонней перфорацией. Узкоплёночная аппаратура значительно легче и компактнее аппаратуры, рассчитанной на стандартную 35-мм киноплёнку, что во многих случаях облегчает съёмку. 
В настоящее время формат «Супер-16» используется в малобюджетном кинопроизводстве и для съёмки телесериалов, поскольку стоимость узкой киноплёнки снижает производственные затраты по сравнению со стандартом «Супер-35», а современные сорта киноплёнки и увеличенный размер кадра делают разрешающую способность формата сопоставимой с HDTV. Телесериал «Убийства в Мидсомере» снят именно в формате «Супер-16» с соотношением сторон 1,78:1, соответствующим телевизионному 16:9. 
Кроме того, возможна оптическая печать изображения, снятого в формате «Супер-16» на кашетированные прокатные форматы 35-мм. 
В 2009 году производитель киносъёмочной оптики Vantage представил линейку анаморфотных объективов с коэффициентом анаморфирования 1,3×, рассчитанных на этот формат. Использование таких объективов позволяет снимать изображение с соотношением сторон 2,35:1, пригодное для печати на анаморфированные форматы 35-мм. Современные мелкозернистые киноплёнки позволяют снимать на кадр «Супер-16» полнометражные фильмы: картина «Повелитель бури» целиком снята на 16-мм киноплёнку аппаратами Aaton XTR и Aaton-Minima. Экономия по сравнению с 35-мм форматом позволила израсходовать более миллиона футов киноплёнки, организовав многокамерную съёмку большинства сцен. Этот же формат использован при съёмках фильмов «Клерки», «Вера Дрейк» и «Покидая Лас-Вегас». Полученный 16-мм негатив сканируется, и после монтажа и цифровой обработки фильм выводится на 35-мм киноплёнку с помощью фильм-рекордера. Отпечатанный таким образом интернегатив служит для тиражирования прокатных 35-мм фильмокопий.